# Rhynchina meeki
Rhynchina meeki là một loài bướm đêm trong họ Erebidae.